# Insight (psicología)
Insight es un término utilizado en psicología proveniente del inglés que se puede traducir al español como "introspección", "visión interna" o más genéricamente "percepción" o "entendimiento". Mediante un insight el sujeto "capta", "internaliza" o comprende, una "verdad" revelada. Puede ocurrir inesperadamente, luego de un trabajo profundo, simbólicamente o mediante el empleo de diversas técnicas afines.
Como dato ilustrativo, el Kōan es una herramienta antiquísima empleada por los maestros Zen para ayudar a alterar los estados de conciencia y así alcanzar un insight de manera natural y pacífica.
Un insight provoca cambios en la conducta de los sujetos, ya que no solo afecta la conciencia de sí, sino su relación con respecto al resto, sobre todo, tomando como base la mirada holística gestáltica, la cual dice que el todo es más que la suma de las partes. La mayoría de las escuelas psicológicas, coinciden en que es más importante la realidad percibida que la realidad efectiva (lo que realmente acontece).

## Fases
Se distinguen cuatro fases:
1. impasse mental: el sujeto sometido a un problema tipo insight se verá en algún momento sometido a la sensación de no poder progresar y quedar "atascado" en una etapa del constructo del problema, que le impide progresar hacia la meta.[2]
2. Reestructuración del problema: mecanismo por el cual el sujeto rompe y resuelve el impasse, que tiene la característica de presentarse como fenómeno inexplicable para él. Se produce una reestructuración interna de conceptos almacenados en la memoria a largo plazo que pueden ser usados para reinterpretar y resolver el problema.
3. Adquisición de un tipo de comprensión más profunda: Obtención de una manera más profunda y apropiada de entender el problema.
4. Suddenness: La experiencia es vivida como un fenómeno espontáneo y repentino o abrupto.

## Tipos
Se distinguen tres tipos:
1. Insight intelectual: Es el conocimiento a través de la lectura, o incluso durante una terapia, pero que no comporta la necesaria y profunda participación emocional de cara al cambio de la estructura personal.
2. Insight emocional o visceral: Es aquel que aporta una clara conciencia, comprensión y sentimiento en lo más profundo del ser, respecto al significado de las conductas personales, y gracias al cual podrían darse las modificaciones positivas de la personalidad.
3. Insight estructural: Es el conocimiento consciente o inconsciente del sujeto que adquiere, emplea y proyecta por medio de la unión de estructuras.